# Vermeerpark
Het Vermeerpark is een playground in de Schilderswijk in Den Haag.
Het Vermeerpark is een van de eerste van inmiddels ruim vijftig playgrounds die op initiatief van Richard Krajicek Foundation (RKF) zijn ingericht. In het park zijn sportfaciliteiten voor voetballen, tennissen en tafeltennissen, skaten, volleyballen, basketballen en jeu de boulen. Het park ligt in een buurt van smalle straten en kleine huizen. Het park heeft vastgestelde openingstijden, Wijkbeheer opent en sluit de hekken.
Maikel Waardenburg van de Utrechtse School voor Bestuur en Organisatie heeft zich ingezet om meer meisjes aan de sporten te laten deelnemen.

## Wijkbeheer
Wijkbeheer is de beheerder van het park. Er is een kantoortje van Wijkbeheer met een EHBOpost. Bewoners kunnen hier een pasje met foto aanvragen en daarmee gratis deelnemen aan de trainingen en spel- en sportmaterialen lenen. Ook houdt Wijkbeheer het rooster bij voor het gebruik van de sportvelden, en onderhoudt zij het groen.

## Nieuwe Stad Prijs
Het park was een probleemplek geworden met veel drugsverslaafden. Na een grondige opknapbeurt werd het heropend in 1997. Het project kreeg in 1998 de Nieuwe Stad Prijs.